# Zeriassa ruspolii
Zeriassa ruspolii es una especie de arácnido  del orden Solifugae de la familia Solpugidae.

## Distribución geográfica
Se encuentra en el este de África.